# 灵便型散货船

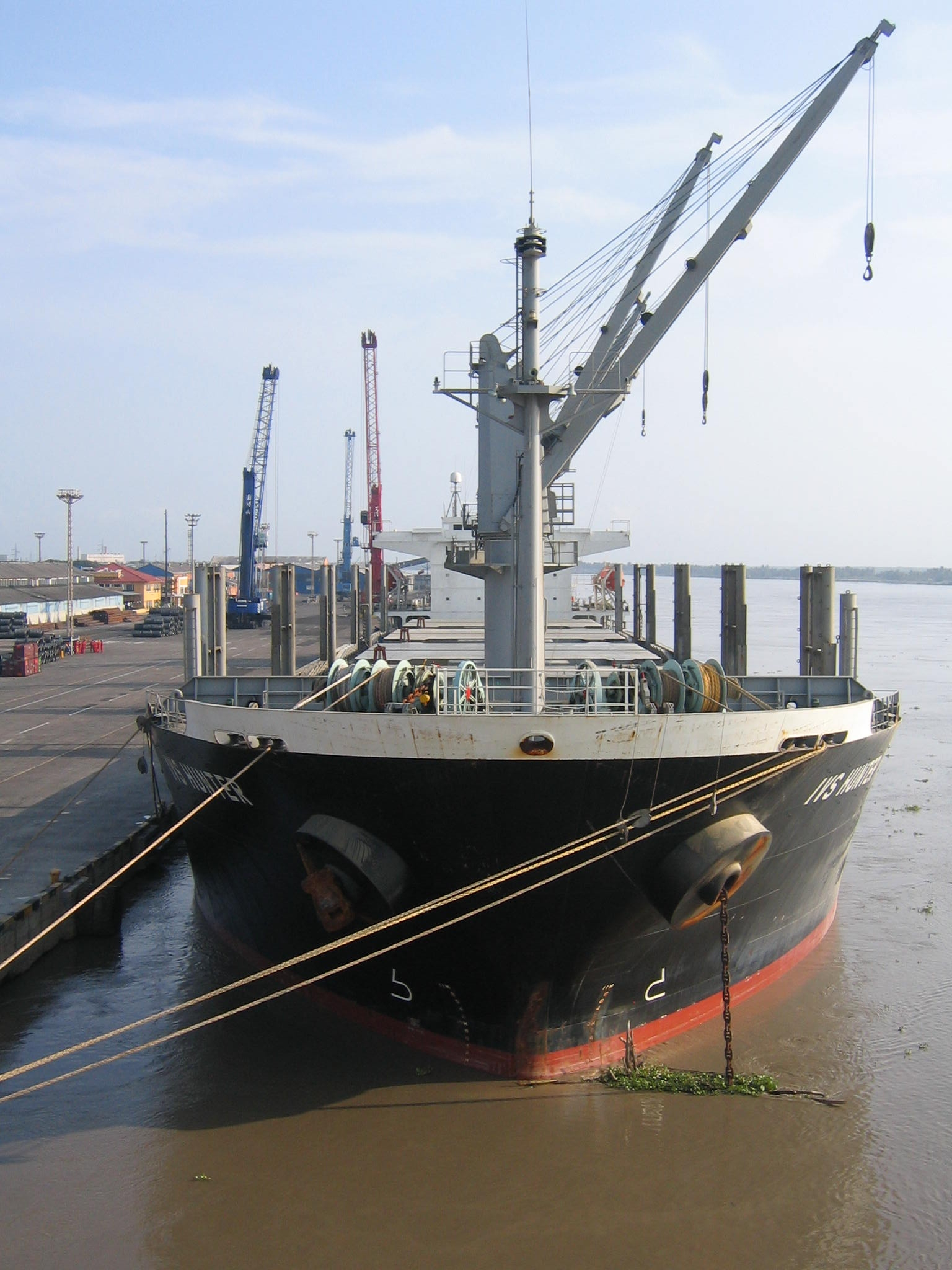
一艘2万吨级的灵便型散货船

灵便型散货船（英語：Handysize bulk carrier）是一种载重量大于1万吨，小于4万吨的配有起重机和装卸设备的散货船。更大的大灵便型散货船（Handymax bulk carrier）載重量在4萬至6萬噸之間。
由于配有装卸设备，同时载重小，吃水比较浅，所以能适应水深较浅，条件比较差的港口，营运方便灵活，适应性强，所以被称之为灵便型。
灵便型散货船是常见的散货船，大约有将近2000艘灵便型散货船在全球各条航线上服务，总吨位达到4300万吨，他们一般用于条件比较差的港口之间的小批量散货运输。
灵便型散货船主要在日本，韩国，中国以及越南等国建造。最常见的工业标准中的灵便型散货船一般吃水10米左右，载重32000吨，有五个货仓，并且配有液压舱盖，和三十吨的起重机。
這種類型的貨輪，除了常見在東亞及東南亞海岸線以外，還經常使用於長江流域的中下游地區的內河航運（如上海、南京、武漢、重慶等地），部分船隻也經過特別設計（限高、限長、限寬、限重或吃水深度限制），以通過葛洲壩及三峽大壩的水閘，與武漢長江大橋、南京長江大橋的橋面與橋墩。

## 貿易路線
今天，大多數靈便型散貨船都是在區域貿易航線內運營。這些船舶能夠前往有長度和吃水限制、且缺乏裝卸貨物的基礎設施的小港口。它們用於運輸小型散裝貨物，通常是以包裹的形式運輸，而每個貨艙可能有不同的商品。其乾散貨包括鐵礦石、煤炭、水泥、磷酸鹽、鋼鐵成品、木質原木、化肥和穀物等。